# Rock mass rating
Il sistema Rock Mass Rating, o più semplicemente RMR, è un sistema di classificazione delle rocce sviluppato da Z. T. Bieniawski tra il 1972 e il 1973.
Il sistema attribuisce dei punteggi alla roccia tramite l'analisi di alcuni suoi parametri, permettendo così di definire 5 classi di rocce.

## Parametri valutati
Il metodo RMR prevede l'analisi di 5 parametri:
- resistenza roccia intatta, tramite point load test o compressione monoassiale;
- RQD, indice che definisce la qualità delle carote;
- spaziatura dei giunti (discontinuità);
- condizioni dei giunti (come riempimento, apertura, rugosità, alterazione);
- condizioni idriche.

La valutazione di questi parametri avviene attraverso l'utilizzo di alcune tabelle comparative in cui, tramite i dati raccolti in campagna e i dati ottenuti dalle prove in laboratorio e possibile ottenere un punteggio per ogni parametro.
La somma dei punteggi ottenuti definirà la classe di appartenenza della roccia.

## Classi degli ammassi rocciosi
Il punteggio finale ottenuto permette di stabilire la classe di appartenenza della roccia:
| RMR                  | 0-20         | 21-40  | 41-60   | 61-80 | 81-100      |
| Classe               | I            | II     | III     | IV    | V           |
| Qualità della roccia | Molto scarsa | Scarsa | Normale | Buona | Molto buona |
| -------------------- | ------------ | ------ | ------- | ----- | ----------- |

## Modifiche apportate alla classificazione
È importante notare come negli anni la classificazione è stata modificata sia nell'attribuzione dei punteggi sia nell'inserimento di fattori correttivi per situazioni specifiche come l'MRMR (Modified Rock Mass Rating system, Laubscher 1977) che tiene conto degli sforzi 'in situ' nelle opere di scavo in sotterraneo, con l'aggiunta di un sesto parametro inerente all'orientazione rispetto al fronte dell'ammasso roccioso, o l'MBR (Modified Basic RMR system, Cummings 1982) che tiene conto della degradazione dovuta all'effetto di utilizzo di esplosivi. Risulta quindi importante definire sempre la versione utilizzata.